# Ukupanipo
Ukupanipo je podle polynéské (zejména havajské) mytologii bůh, který kontroluje množství ryb, které mohou rybáři chytit. Má podobu žraloka. Podle některých pověstí adoptoval lidské dítě, které získalo schopnost transformovat se do podoby žraloka.